# Bartolomeo Fàcio
Bartolomeo Facio (La Spezia, vers 1400 – Nàpols, 1457) fou un escriptor, historiador i humanista italià.
Fàcio nasqué al si d'una familia acomodada a La Spezia, Ligúria. Estudià a Verona, Florència i Gènova i exercí com a notari a Lucca i Gènova. El 1445 es traslladà a Nàpols, com a ambaixador de Gènova davant d'Alfons el Magnànim, i va esdevenir secretari i historiador reial d'aquest.
Morí a Nàpols el 1457.

## Obres
- De rebus gestis ab Alphonso I Neapolitanorum rege libri X (acabat el 1455 i imprès a Lió el 1560)[3]
- Liber de viris illustribus (acabat prop del 1456 i publicat en 1745. Biografies d'homes il·lustres)
- De bello veneto clodiano (publicat el 1568)
- De humanae vitae felicitate (tractat moral)
- De excellentia ac praestantia hominis (tractat moral)
- Traducció greco-llatina d'Indica de Flavi Arrià, corregida per l'humanista Ludovico Odasio i publicada per Gerolamo Soncino el 1508 a Pesaro.